# Трое (фильм, 1927)
Трое — советский немой детский комедийный фильм 1927 года режиссёра Александра Соловьева, автором сценария стал Владимир Маяковский. Комедия в 7 частях. Первый фильм снятый в Международном детском центре «Артек».

## Сюжет
Фильм рассказывает о мальчишках из разных социальных слоёв. Впервые они встретились случайно: Мишка шёл в отряде пионеров, за которым увязался беспризорник Сенька, а Жоржик, сын зажиточных родителей, увидел мальчишек из окна.
Вновь увиделись ребята уже в Крыму, куда Миша приехал с пионерским отрядом, Жоржик — в мягком вагоне с гувернанткой, а Сенька добрался на поездах безбилетником. В Крыму беспризорника похитили — бандиты приняли его за сына богачей и надеялись на большой выкуп. Жоржик вскоре сбежал от гувернантки в пионеротряд к Мише, туда же пришёл и Сенька, как только освободился из рук бандитов.

## В ролях
- Юра Крестинский
- Толя Лукашевич
- Шура Будников
- Зоя Баранцевич
- Варвара Маслюченко
- Николай Панов
- Г. Ростов
- Софья Яковлева
- Борис П. Гончаров

## Съёмочная группа
- Режиссёр — Александр Соловьев
- Сценарист — Владимир Маяковский
- Оператор — Альберт Кюн
- Художники — Константин Евсеев, Владимир Баллюзек (в титрах нет).